# Syfy (Royaume-Uni et Irlande)
Pour les articles homonymes, voir Syfy.
Syfy (anciennement Sci Fi Channel) est une chaîne de télévision britannique et irlandaise spécialisée dans la science-fiction. C'est une déclinaison de la chaîne américaine du même nom, et elle fait partie de Universal Networks International, une division de NBCUniversal.
À l'origine nommée Sci Fi Channel, la chaîne a pris son nom actuel de Syfy le 13 avril 2010, dans le cadre d'un changement de marque international. Ce renommage de la chaîne s'est accompagné de la diffusion des premiers épisodes des séries V et Human Target : La Cible, d'un nouvel habillage et d'un nouveau slogan : « Imagine Greater ».
Syfy cesse définitivement d'émettre le 26 juillet 2022 et cède sa place à Sky Sci-Fi.